# Cascante
Cascante è un comune spagnolo di 3 975 abitanti situato nella comunità autonoma della Navarra.